# Alev Kelter
Leyla Alev Kelter (21 de março de 1991) é uma jogadora de rugby sevens estadunidense.

## Carreira
Leyla Alev Kelter integrou o elenco da Seleção Estadunidense Feminina de Rugbi de Sevens, na Rio 2016, que foi 5º colocada. Ela chegou a jogar nas seleções de base de futebol e hóquei no gelo.
Kelter foi nomeada para a equipe feminina de sevens dos Estados Unidos para as Olimpíadas de Verão de 2024 em Paris. Seu time derrotou a Austrália na disputa pela medalha de bronze e ganhou a primeira medalha olímpica dos EUA em sevens.